# 青木歳幸
青木 歳幸（あおき としゆき、1948年 - ）は、日本の歴史学者、佐賀大学名誉教授・特命教授。

## 人物・来歴
長野県生まれ。1971年信州大学人文学部卒業、長野県岩村田高等学校教諭、1978年長野県上田東高等学校教諭、1985年長野市立皐月高等学校教諭、1992年長野県教育委員会文化課指導主事、1994年10月財団法人長野県文化振興事業団長野県立歴史館専門主事、2001年長野県上田高等学校教諭、2003年「在村蘭学の研究」で専修大学博士（歴史学）。2006年佐賀大学地域学歴史文化研究センター教授、同センター長、特命教授、日本医史学会評議員、洋学史学会会長。

## 著書
- 『在村蘭学の研究』思文閣出版、1998年 (ISBN 978-4784209637)
- 『上田藩 周囲の群雄から知略と戦術で生き抜いた真田。その智慧は学芸・文化に今も生き続ける。』現代書館 シリーズ藩物語、2011年 (ISBN 978-4768471265)
- 『江戸時代の医学 名医たちの三〇〇年』吉川弘文館、2012年 ( ISBN 978-4642080774)
- 『伊東玄朴 1800-1871』佐賀県立佐賀城本丸歴史館 佐賀偉人伝 、2014年 (ISBN 9784905172123)
- 『佐賀藩の医学史』海鳥社、2019年（ISBN 978-4-86656-047-2 C0021)

共著
- 『長野県の歴史』古川貞雄、福島正樹、井原今朝男、小平千文共著、山川出版社 県史、1997年
- 『天然痘との闘い ー 九州の種痘』、大島明秀・Ｗ.ミヒェル 共編、岩田書院、2018年（ISBN 978-4-86602-036-5 C3021)
- 『天然痘との闘いII ー 西日本の種痘』 、Ｗ.ミヒェル共編、岩田書院、2021年（ISBN 978-4-86602-118-8）
- 『天然痘との闘いIII ー 中部日本の種痘 』、 Ｗ.ミヒェル共編、岩田書院、2022年　（ISBN 978-4-86602-138-6）
- 『天然痘との闘いIV ー 東日本の種痘』、Ｗ.ミヒェル共編、岩田書院、2023年 （ISBN 978-486602-153-9）

## 論文
- Cinii

## 注
1. ↑  佐賀大学『伊東玄朴』著者紹介